# Fudbalski Klub Zemun Belgrado
El Fudbalski Klub Zemun (en serbio: ФК Земун) es un club de fútbol de Serbia de la ciudad de Zemun en Belgrado. Fue fundado en 1946 y disputa sus partidos como local en el estadio Zemun. Actualmente juega en la Primera Liga Serbia. Los colores tradicionales del club son el azul y el verde.

## Historia
El Zemun se fundó en 1946 como Jedinstvo Zemun. En 1969 el Sremac Zemun y el Esparta Zemun, se fusionaron, denominándose Galenika FK Zemun. El nombre actual del club se implantó en 1986. En 2007 realizó una temporada memorable en la Copa de Serbia. Compitieron en la Segunda División de Serbia y desafortunadamente descendieron tras quedar en el puesto 15º. Sin embargo en la Copa llegaron a la final, quedando subcampeón tras el Partizan. El Partizan al haberse clasificado para la Liga de Campeones, al Zemun le correspondía disputar la Copa de la UEFA, caso curioso ya que lo haría en Segunda División. Pero la UEFA no le otorgó la licencia y tuvo que ceder su plaza al cuarto clasificado en la liga, el FK Borac Čačak.

## Entrenadores

### Cronología de los entrenadores
- Miodrag Martać (/2007).
- Miloljub Ostojić (2007).
- Slobodan Kustudić (2008/).

## Palmarés

### Torneos nacionales
- Yugoslav Second League (2): 1981–82 (Grupo Este), 1988–89
- Serbian League Belgrade (1): 2014–15
- Liga de la República de Serbia (3): 1977–78, 1986–87, 1987–88
- Copa de Serbia: Subcampeón en 2007